# Fine colorday
《Fine colorday》是日本女性聲優林原惠的第17張單曲。1998年2月4日由STARCHILD（King Records旗下公司）發行。

## 解說
同名標題曲「Fine colorday」是聲優林原惠她主演1998年1月至3月在東京電視台播出的電視動畫《萬能文化貓娘》選用的片頭主題曲。至於B面歌曲「 明日」同樣也被選為同名電視動畫的片尾主題曲使用。還有，「 明日」後來曾被以動畫為主題的電台節目《熱血電波俱樂部》（AM KOBE播出，今已改名為關西電台）做為片尾主題曲使用。

## 收錄歌曲
所有歌曲由MEGUMI作詞，佐藤英敏作曲，添田啓二編曲。
1. Fine colorday [4:47]
  - 東京電視台電視動畫《萬能文化貓娘》片頭主題曲
2. 明日 [4:33]
  - 東京電視台電視動畫《萬能文化貓娘》片尾主題曲
  - AM KOBE（關西電台）電台節目《熱血電波俱樂部（日语：熱血電波倶楽部）》片尾主題曲
3. Fine colordays（off vocal）
4. 明日（off vocal）

## 收錄專輯
| 曲名          | 收錄專輯      | 發行日期      | 備註                 |
| ------------- | ------------- | ------------- | -------------------- |
| Fine colorday | 《VINTAGE S》 | 2000年4月26日 | 林原惠的首張精選專輯 |
| 明日          | 《VINTAGE S》 | 2000年4月26日 | 林原惠的首張精選專輯 |